# Pico Viskyar

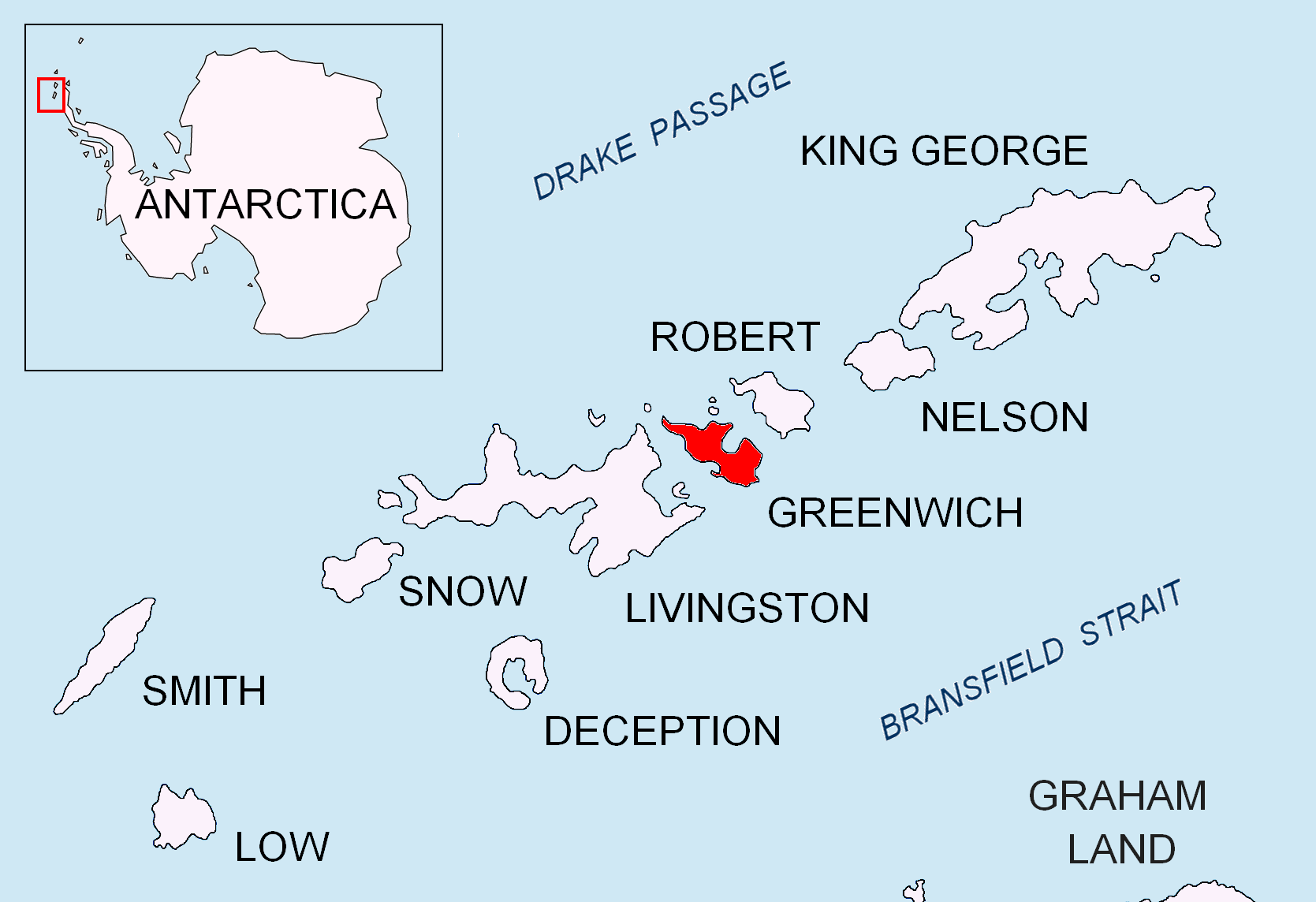
Localização da Ilha Greenwich nas Ilhas Shetland do Sul.

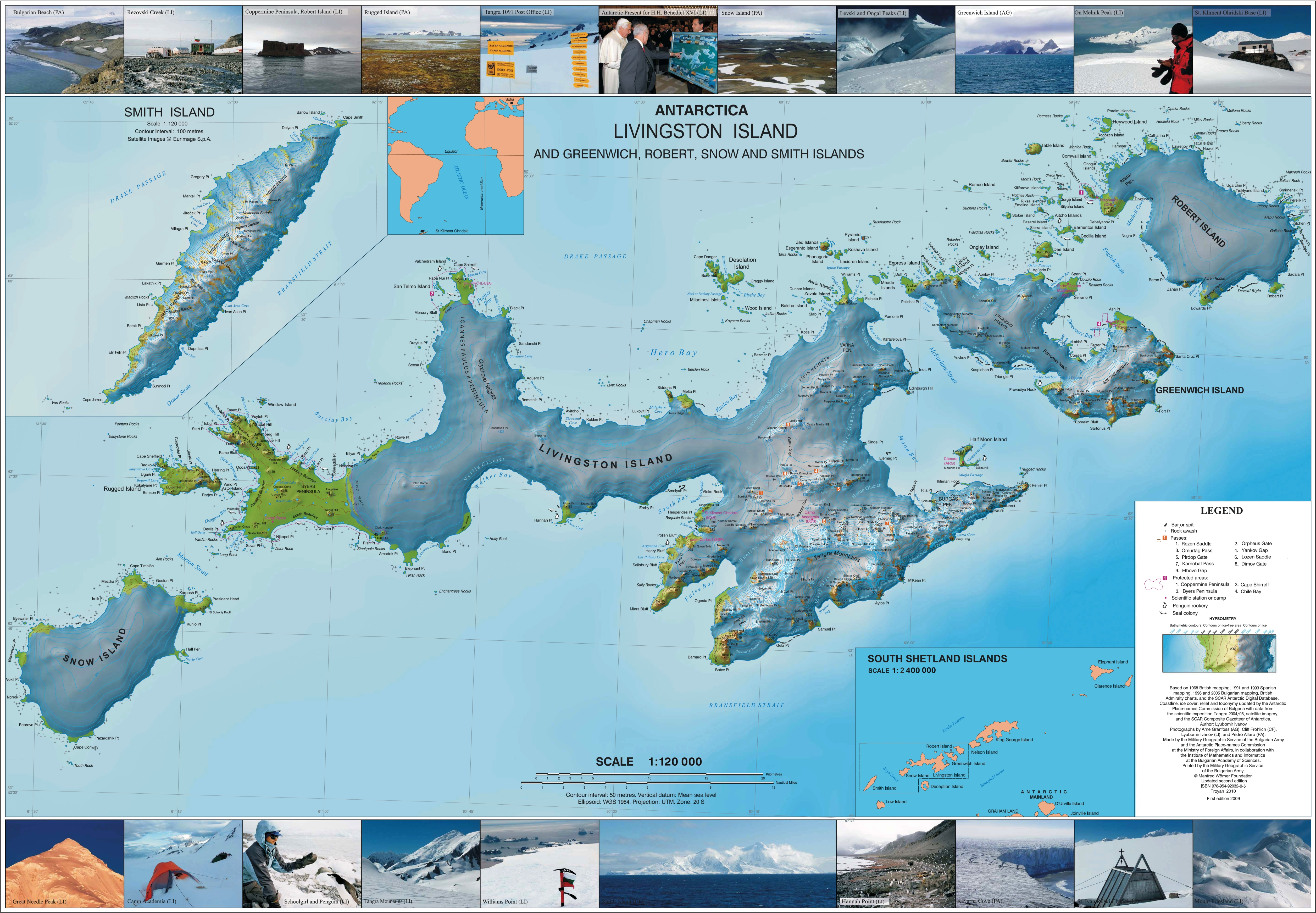
Mapa topográfico das Ilhas Livinston, Greenwich, Robert, Snow e Smith.

O Pico de Viskyar ( 'liv vis-'kyar ) é um cume rochoso que se eleva a 600 m se estende por 2,5 km em direção norte-sul em Breznik Heights, Greenwich Island nas Ilhas Shetland do Sul, Antártica . A superfície livre de gelo da cordilheira é de 135 hectares (330 acre(s)s) . Superando a geleira Zheravna a oeste e a geleira Targovishte a leste, com sua extremidade sul formando o ponto Sartorius.
O lugar recebeu o nome de Viskyar Mountain, no oeste da Bulgária .

## Localização
O cume da cordilheira, na sua extremidade norte, está localizado 1,49   km ao sudeste de Pico Momchil.

## Mapa
- LL Ivanov et al. Antártica: Livinston e Greenwich Island, Ilhas Shetland do Sul . Escala 1: 100000 mapa topográfico. Sofia: Comissão Antártica de Nomes de Lugares da Bulgária, 2005.